# Sihltal-Zürich-Uetliberg-Bahn
Die Sihltal Zürich Uetliberg Bahn SZU AG ist ein in der Schweiz ansässiges Verkehrsunternehmen mit Sitz in Zürich. Entstanden ist die SZU im Jahr 1973 durch die Fusion der Sihltalbahn (SiTB) und der Uetlibergbahn (BZUe).
Die SZU ist eines von acht marktverantwortlichen Unternehmen (MVU) im 1990 eingeführten Zürcher Verkehrsverbund (ZVV). Die Infrastrukturausbauten im Zusammenhang mit der Betriebsaufnahme der S-Bahn Zürich boten der SZU die einmalige Gelegenheit einen über hundertjährigen «Traum» der Bevölkerung zu verwirklichen und die beiden SZU-Strecken von Selnau bis zum Hauptbahnhof zu verlängern.

## Unternehmen

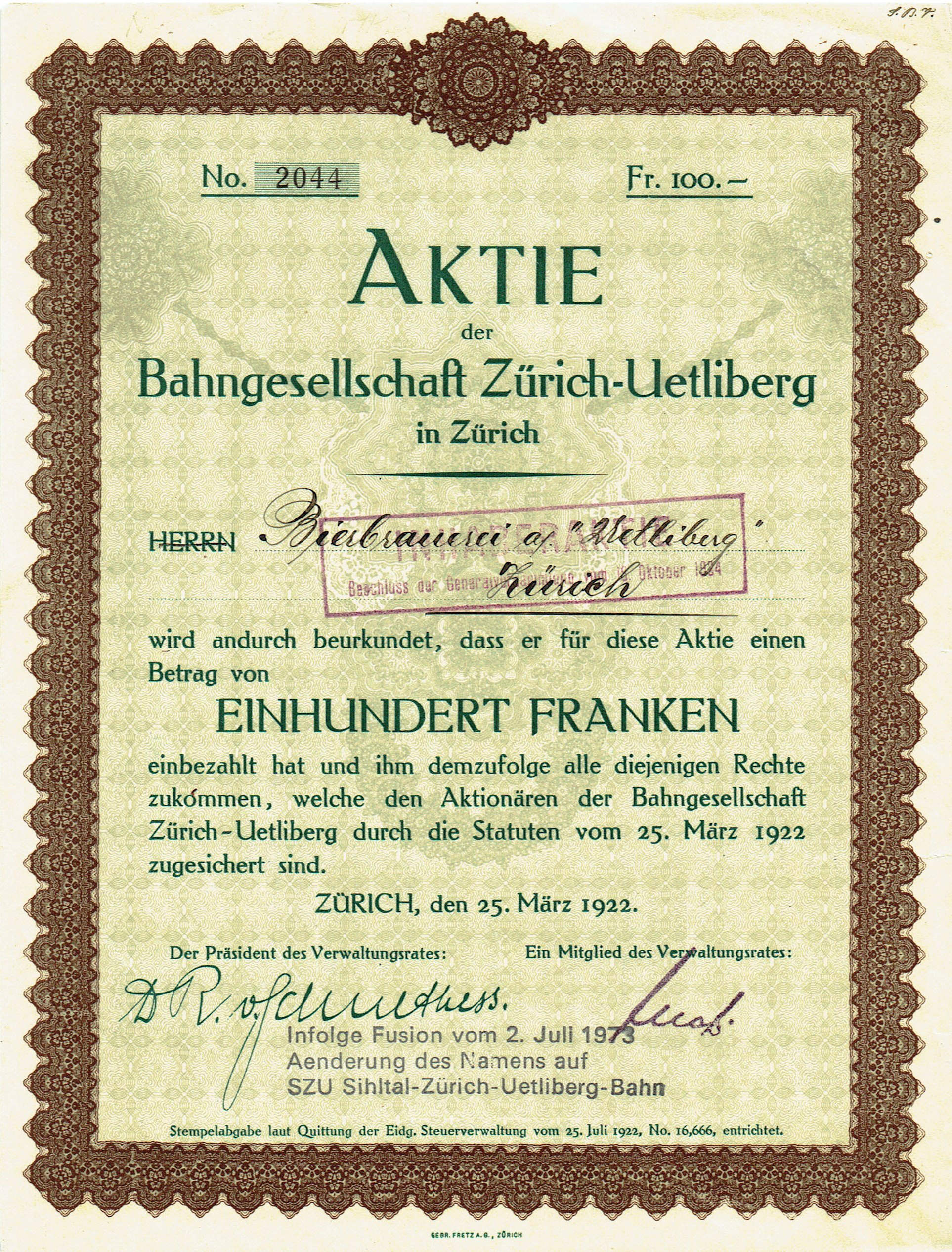
Aktie über 100 Franken der Bahngesellschaft Zürich-Uetliberg vom 25. März 1922 – mit Stempelaufdruck über Namensänderung zur SZU Sihltal-Zürich-Uetliberg-Bahn

Die SZU ist eine Aktiengesellschaft mit Sitz in Zürich Wiedikon, wo sich auch der operative Sitz des Unternehmens befindet. Sie wurde 1891 als Sihltalbahn (SiTB) gegründet und 1973 nach der Fusion mit der Uetlibergbahn (BZUe) umbenannt. 2023 fusionierte sie mit der Luftseilbahn Adlisiwl-Felsenegg (LAF). Das Aktienkapital beträgt seither rund 10,00 Millionen Schweizer Franken und gliedert sich in 200'976 Inhaberaktien à 50 Franken. Grösste Aktionäre sind die Stadt Zürich mit 31,7 %, der Bund mit 27,0 % und der Kanton Zürich mit 23,1 % des Aktienkapitals; die fünf Anrainergemeinden Adliswil, Langnau am Albis, Horgen, Thalwil und Uitikon halten insgesamt 8,0 % der Aktien, die restlichen 10,2 % sind im Streubesitz.
Die SZU ist seit der Fusion von 1973 Eigentümerin und Infrastrukturbetreiberin der Strecken der Sihltalbahn und der Uetlibergbahn und auch Betreiberin der S-Bahn-Linien auf diesen Strecken. Diese werden seit Einführung des Zürcher Verkehrsverbundes (ZVV) und der Betriebsaufnahme der S-Bahn Zürich im Mai 1990 als Linien S4 (Sihltalbahn) und S10 (Uetlibergbahn) des S-Bahn-Netzes geführt. Die stadtseitige Endstation am Hauptbahnhof war ursprünglich für die U-Bahn Zürich vorbereitet worden, die 1973 in einer Volksabstimmung scheiterte.
Ebenfalls zur SZU gehört die Felseneggbahn – eine Luftseilbahn, die zwischen Adliswil und der Felsenegg verkehrt. Diese wurde seit ihrer Eröffnung 1954 von der SZU betrieben und per 1. Januar 2023 auch rechtlich in die SZU integriert.
Seit 1995 ist die SZU im Auftrag des ZVV für den öffentlichen Busverkehr in der Region Zimmerberg zuständig. Dies umfasst die Planung und Umsetzung des Verkehrsangebots «Zimmerbergbus», wobei sämtliche Fahrleistungen von Transportbeauftragten erbracht werden, die Fahrpersonal und Fahrzeuge stellen. In ihrer Funktion als MVU hat die SZU zudem Einsitz in den Verkehrskommissionen der Gemeinden im Marktgebiet und organisiert die regionale Verkehrskonferenz Zimmerberg.

## Bahnbetrieb

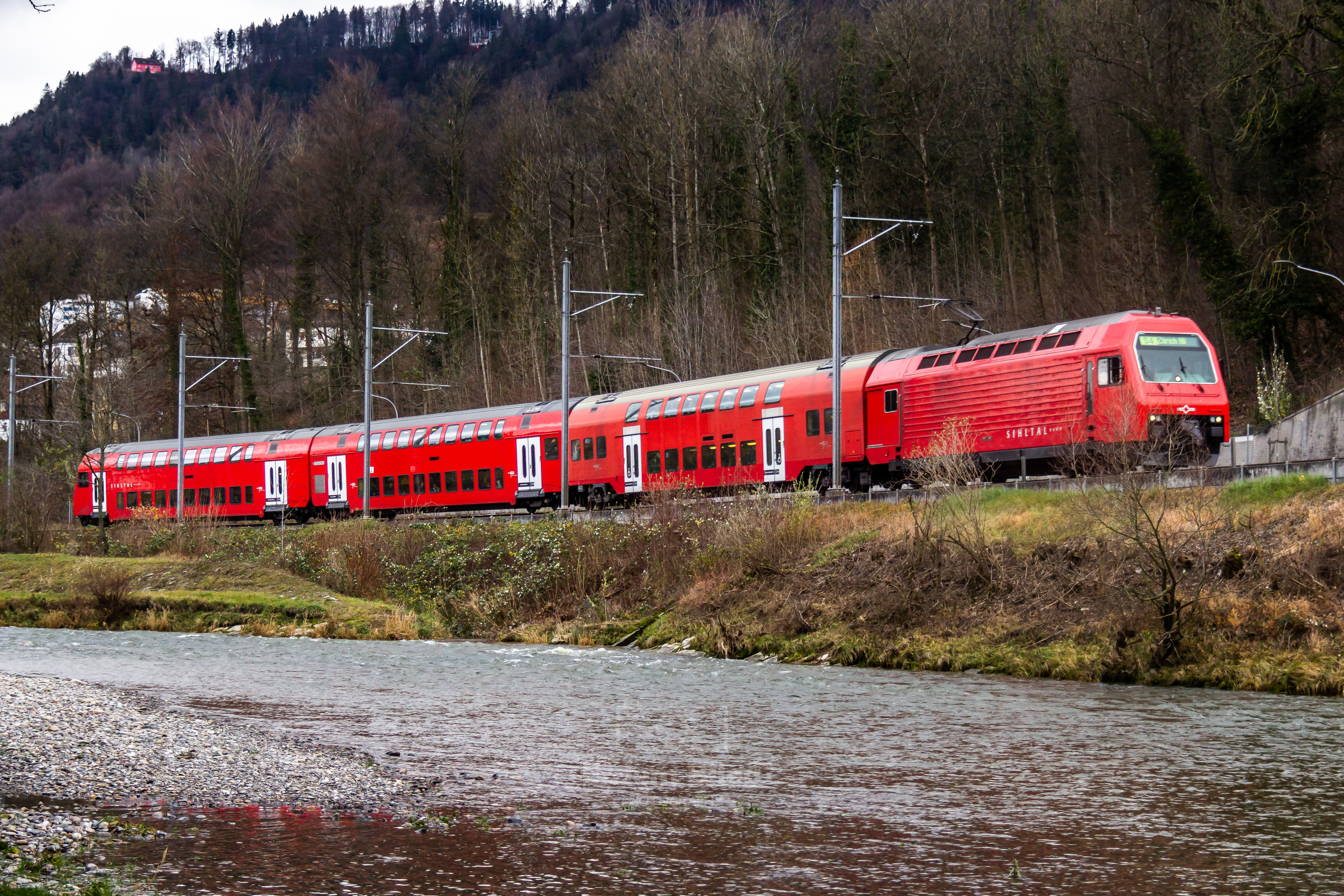
Zug der SZU Sihltalbahn an der Sihl bei Sood-Oberleimbach

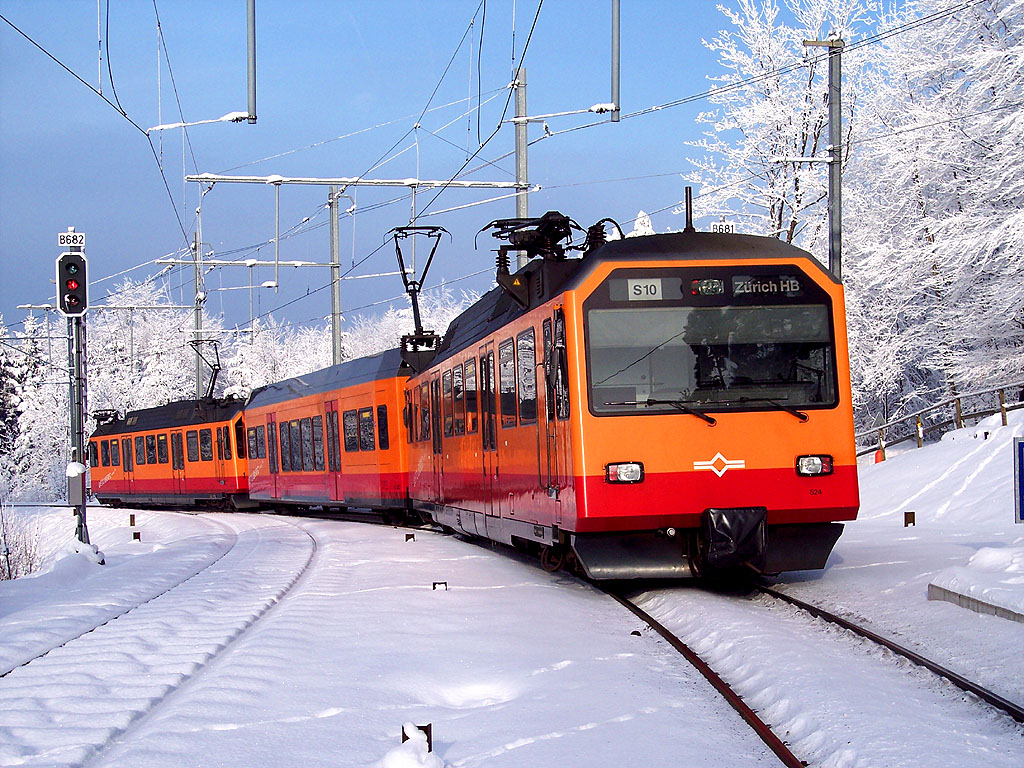
Alter Zug der SZU Uetlibergbahn am Bahnhof Uetliberg

### Strecken
Das Streckennetz der SZU misst seit 1990 27,76 km und wird von zwei Verkehrslinien bedient. Die ursprünglich von zwei unabhängigen Bahnunternehmen erbauten Strecken gliederten sich bis im Sommer 2022 aufgrund unterschiedlicher Stromsysteme in zwei Teilnetze.
Sihltalbahn
Die normalspurigen Strecken der Sihltalbahn messen insgesamt 19,70 km und sind mit 15 kV 16,7 Hz Wechselstrom elektrifiziert. Die 18,62 km lange Hauptstrecke Zürich HB–Langnau-Gattikon–Sihlbrugg wird auf 14,46 km von der S4 befahren. Auf der 1,08 km langen Verbindungsstrecke Giesshübel–Wiedikon verkehren in der Regel nur Güterzüge.
Seit dem 10. Dezember 2006 ist der Personenverkehr auf dem 4,16 km langen Abschnitt zwischen Sihlwald und Sihlbrugg eingestellt. Diese Reduzierung erfolgte, um Fahrzeuge für die Fahrplanverdichtung der S4 freizustellen. Die Strecke bleibt vorläufig betriebsfähig erhalten und wird sporadisch von Nostalgiezügen befahren.
Uetlibergbahn
Die normalspurige Strecke der Uetlibergbahn misst 10,36 km und war bis Ende Juli 2022 mit 1200 V Gleichstrom elektrifiziert, wobei die Stromabnahme über eine um 1300 mm seitlich versetzte Oberleitung erfolgte. Die Strecke Zürich HB–Uetliberg wird von der S10 befahren. Die ersten 2,39 km entfallen auf die gemeinsame Doppelspur mit der Sihltalbahn.
Um mittelfristig die Pünktlichkeit zu verbessern und die Spurwechsel auf der gemeinsamen Doppelspur mit der Sihltalbahn flexibler nutzen zu können, wurde die Uetlibergbahn während der Schulsommerferien 2022 auf Wechselstrombetrieb (15 kV 16,7 Hz) umgebaut.

### Rollmaterial
| Sihltalbahn | Uetlibergbahn |
| --- | --- |
| Elektrolokomotiven - Re 456 542–545 (1993) - Re 456 546–547 (1987) - Re 450 551–552, ex SBB (DPZ) Steuerwagen - Bt 951–952, ex SBB (DPZ) - Bt 962–963 (1994/2014) (Typ NPZ MThB) - Bt 971–973 (1976) [–2016] - Bt 984–987 (1986) (Typ NPZ BT) Zwischenwagen - B 231–232, ex SBB B (DPZ) - B 241–242, ex SBB AB (DPZ) - BD 281–285 (1990) (Typ NPZ BT) - B 271–276 (1992) (Typ DPZ SBB) - B 251–252 (2011) (NDW) - B 261–266 (2011) (NDW) | Triebwagen - Be 556 531–532 (1978) [–2016] - Be 556 521–528 (1992) [–2022] - Be 552 511–516 (2013) - Be 552 571–575 (2021) Niederflur-Zwischenwagen - B 221–224 (2003) [–2022] |
| Traktoren - Tm 3/3 236 508 «Robel» (1994) - Tm 2/2 233 911 «Fuchs» (1999) | |

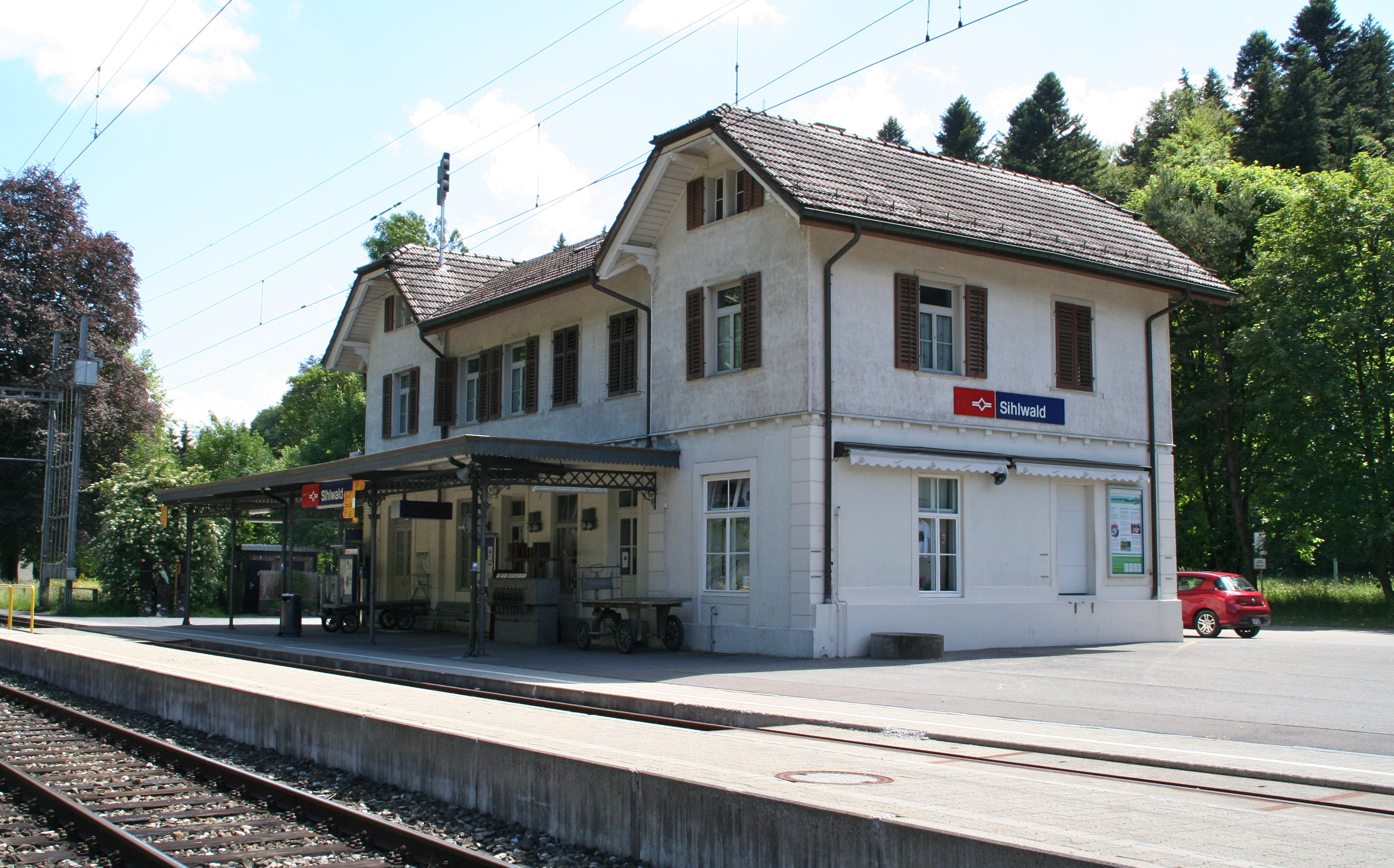
Bahnhof Sihlwald

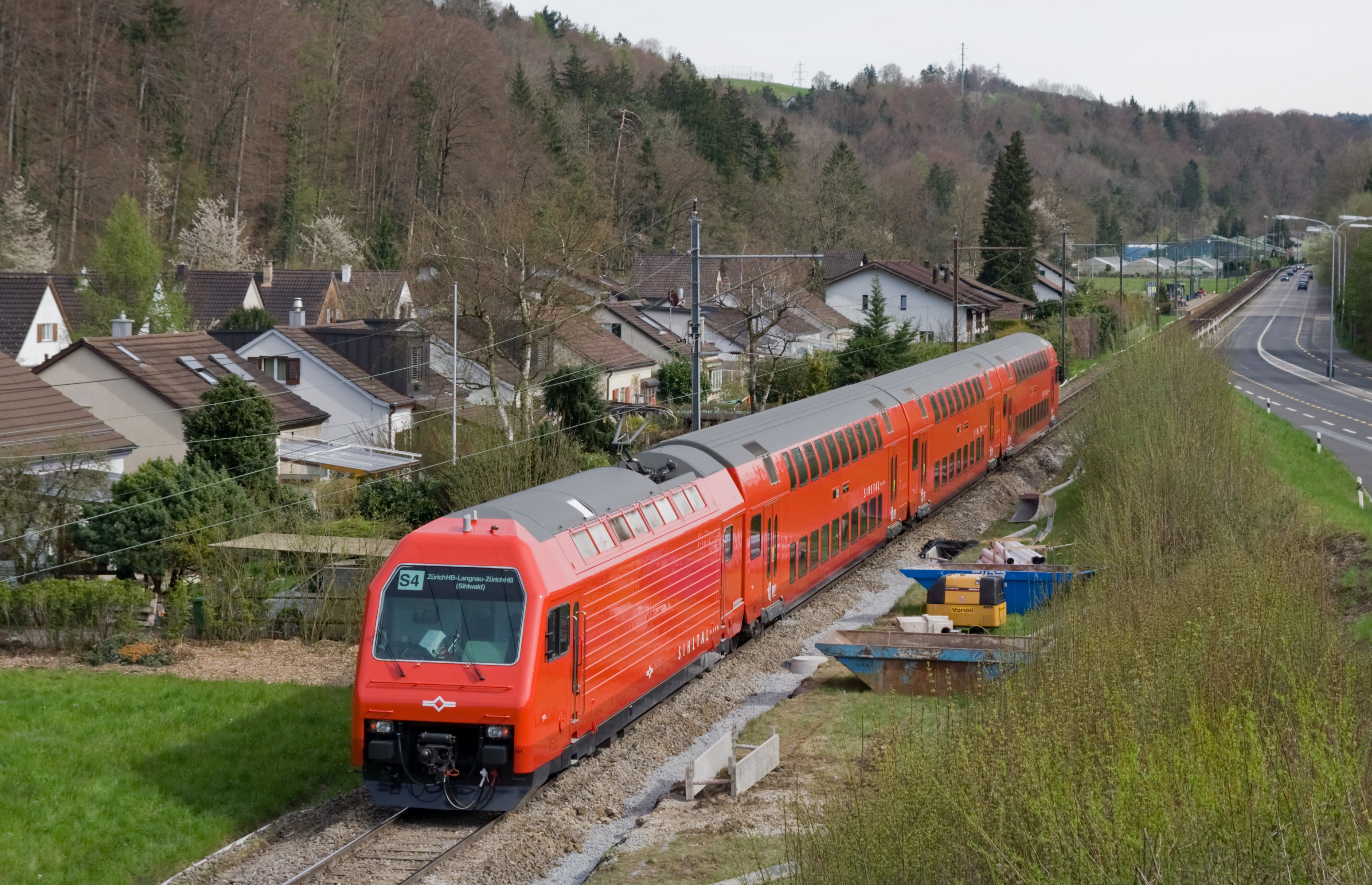
Re 450 und DPZ mit SZU-Farbanstrich

Aufgrund der lange unterschiedlichen Stromsysteme und Streckencharakteristika verfügen die beiden Bahnlinien der SZU über wenig gemeinsames Rollmaterial. Die thermischen Triebfahrzeuge und die Dienstwagen sind freizügig einsetzbar und finden in Baudienstzügen für den Streckenunterhalt Verwendung. 2016 existierten noch etwa 20 Dienstwagen, von denen drei Viertel noch von den Vorgängerbahnen stammte und der älteste auf das Jahr 1894 zurückging. Seit 2019 sind noch die beiden Kupplungswagen X 301–302 und vier Schotterwagen vom Typ Fcs im Bestand. Der Güterverkehr wird im Netzzugang abgewickelt, insbesondere durch SBB Cargo.
Die im Personenverkehr eingesetzten Fahrzeuge stammen aus Beschaffungen der SZU, wobei die Einführung der S-Bahn Zürich sowohl zur Modernisierung, als auch zur Vergrösserung des Rollmaterialparks beitrug. Die seit 1973 durch die SZU beschafften Fahrzeuge sind in nebenstehender Tabelle dargestellt.
Die SZU hat Anfang 2008 den Kauf zweier Doppelstockpendelzüge (DPZ) mit Re-450-Lokomotive der SBB, für den Einsatz auf der Sihltalbahn bekannt gegeben. Am 4. April 2008 wurde die erste Garnitur übernommen, die zweite Garnitur folgte am 20. Oktober. Der erste SZU-DPZ umfasst die ehemaligen SBB-Fahrzeuge: Lokomotive Re 450 067 «Urdorf», Zwischenwagen B 26-33 061 und AB 36-33 067, sowie Steuerwagen Bt 26-33 964. Der zweite SZU-DPZ besteht aus den ehemaligen Fahrzeugen Re 450 070 «Winterthur Wülflingen», Zwischenwagen B 26-33 064 und AB 36-33 069, sowie Steuerwagen Bt 26-33 966. Der Anstrich wurde an das rote Corporate Design der Sihltalbahn-Fahrzeuge angepasst. Mit Übernahme der beiden DPZ wurden alle älteren Fahrzeuge 2008 ausrangiert und bis 2009 verkauft oder verschrottet.
Die im Jahr 2010 für die Uetlibergbahn bestellten und ab Juni 2013 ausgelieferten dreiteiligen Triebzüge Be 552, die von der SZU anhand der Laufnummern als Be 510 bezeichnet werden, waren für beide Stromsysteme verwendbar; der Pantograph wurde aufgrund der versetzten Gleichstromfahrleitung seitlich verschiebbar ausgeführt.
In der Ausschreibung als Be 570 bezeichnet, bestellte die SZU Ende 2019 fünf weitere dreiteilige Triebzüge Be 552. Sie wurden trotz der anstehenden Umelektrifizierung als Zweisystemzüge gefertigt und damit baugleich zu den 2013 abgelieferten Fahrzeugen. Mit ihrer Ablieferung und Inbetriebnahme Mitte 2022 wurde die Umelektrifizierung der Strecke im Sommer 2022 durchgeführt, womit die Be 520 und B 220 als letzte reine Gleichstromzüge bis Ende August 2022 verschrottet wurden.
Im Jahr 2024 hat die SZU 17 S-Bahn-Triebzüge beim Hersteller Stadler bestellt. Die Züge sollen ab Frühsommer 2028 die acht primär doppelstöckigen Zugskompositionen ersetzen, die im Moment auf der Sihltalbahn S4 zwischen Zürich HB und Sihlwald verkehren und nach teilweise über 30 Jahren am Ende ihrer Nutzungsdauer angelangt sind.

## Felseneggbahn

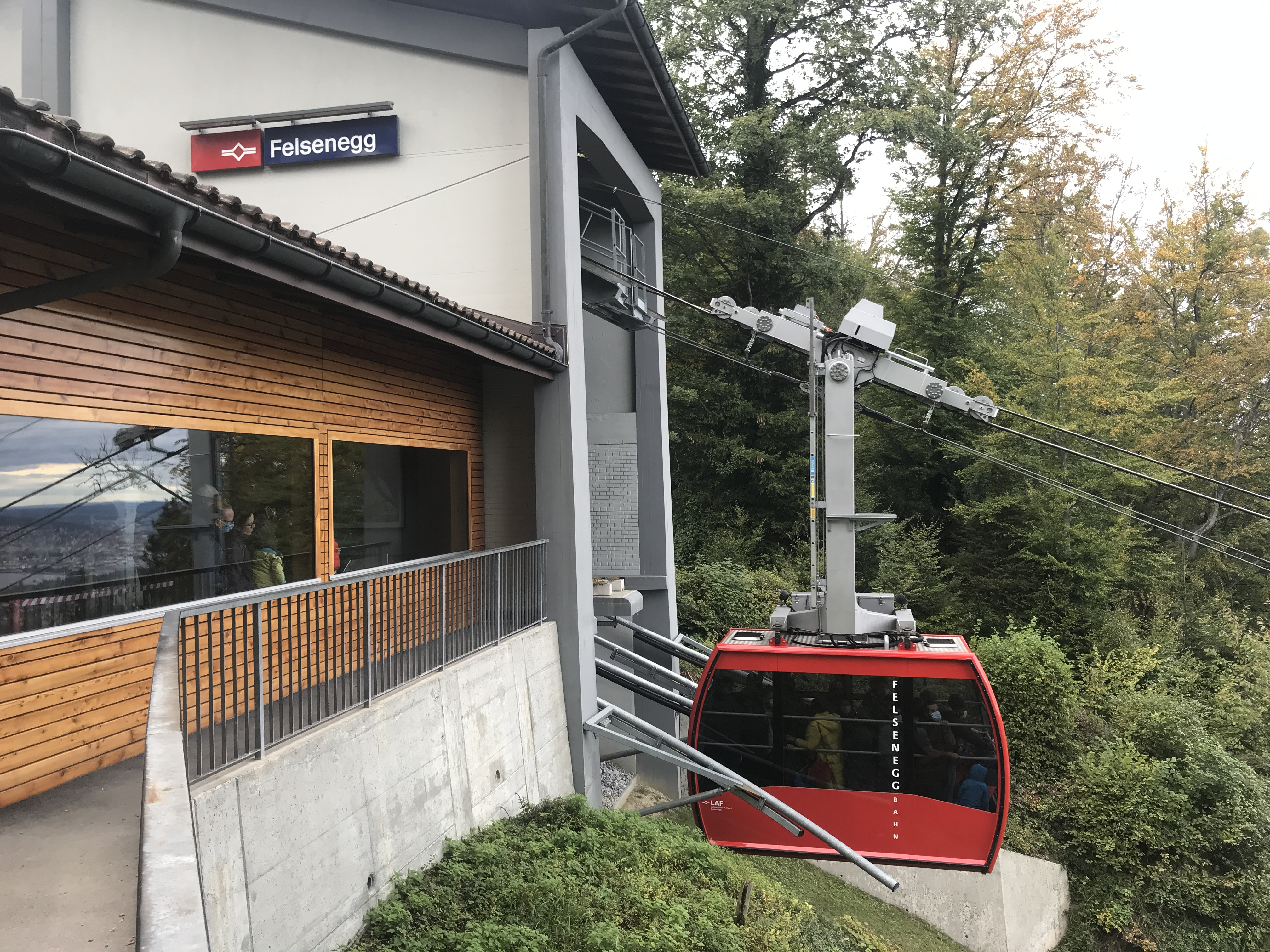
«Felseneggbahn»

Die «Luftseilbahn Adliswil–Felsenegg LAF AG» wurde 1953 gegründet. Die Ende 1954 in Betrieb genommene Luftseilbahn steht seither unter Betriebsführung der SiTB respektive der SZU. Sie ist die erste und bisher einzige Luftseilbahn im Kanton Zürich mit einer Konzession für die öffentliche, kommerzielle Personenbeförderung.
Eröffnet wurde die Luftseilbahn mit Kabinen der Landi-Seilbahn von 1939, diese wurden 1960 durch Neubaukabinen ersetzt. Die Anlage wurde 1967 auf halbautomatischen Betrieb umgebaut, der Umbau auf automatischen Betrieb erfolgte 1986. In einer weiteren Sanierung wurden 1997 Antrieb und Bremsen erneuert und Zug- und Gegenseil ersetzt. Zwischen Februar und Mai 2008 erfolgte eine Gesamterneuerung der Anlage.
Am 1. Januar 2023 wurde die Luftseilbahn Adliswil-Felsenegg LAF AG in die Sihltal Zürich Uetliberg Bahn SZU AG integriert.

## Zimmerbergbus

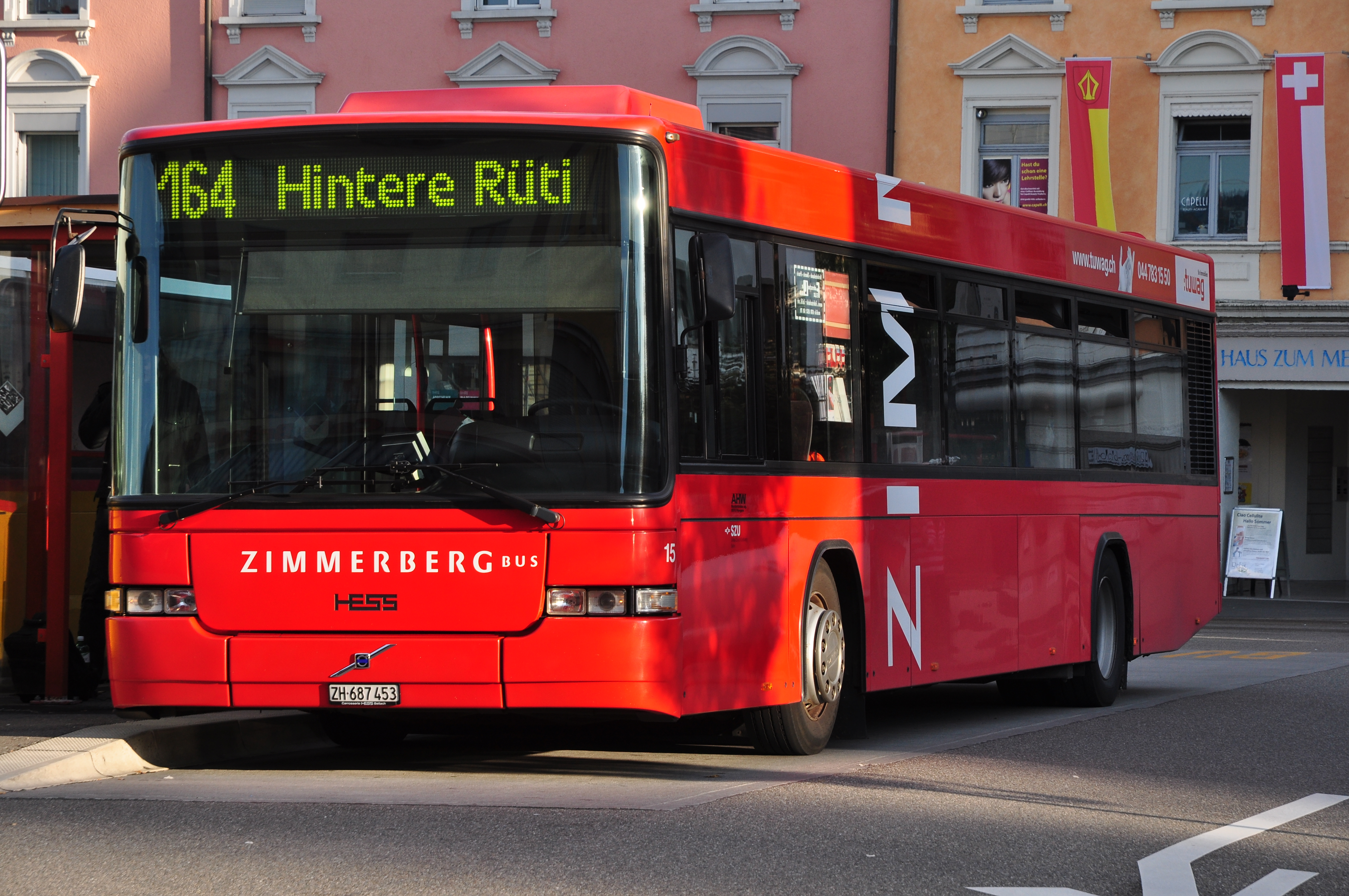
Autobus der AHW in «Zimmerbergbus»-Gestaltung

### Marktgebiet
Das Marktgebiet Zimmerberg der SZU umfasst 7 der 9 politischen Gemeinden im Bezirk Horgen, namentlich Adliswil, Horgen, Langnau am Albis, Oberrieden, Richterswil, Thalwil, und Wädenswil; die Gemeinden Kilchberg ZH und Rüschlikon gehören zum Marktgebiet der Verkehrsbetriebe Zürich (VBZ).
Die SZU übernimmt auch Koordinationsaufgaben bei Buslinien, die im angrenzenden Bezirk Höfe (Kanton Schwyz) verkehren, respektive anderen MVU zugeteilt sind, aber im Marktgebiet Zimmerberg verkehren.

### Transportbeauftragte
Für die SZU sind vier Transportbeauftragte tätig; das Fahrpersonal ist jeweils bei diesen Betrieben angestellt. Die Fahrzeuge werden über den ZVV finanziert, sind hingegen rechtlich im Eigentum der einzelnen Betriebe (Immatrikulation, Versicherung, Bewirtschaftung).
- AHW Busbetriebe AG, Wädenswil
- Busbetriebe Bamert GmbH, Wollerau
- PostAuto Schweiz AG (Region Zürich)
- Leuthold Transfer AG, Horgen

## Varia
- An einigen Sonntagen verkehren an den Strecken Dampfzüge, welche von der Zürcher Museums-Bahn (ZMB) betreut werden.
- Die SZU publizierte früher einen Flyer mit Ausflugstipps für das Gebiet um Uetliberg, Albis und Sihlwald, der auch eine Reproduktion der Landeskarte der Schweiz im Massstab 1:50'000 mit Wanderwegen enthielt.